# Liste des interstates au Mississippi
Les Interstates au Mississippi font partie du réseau des autoroutes inter-états et sont entretenues par le Mississippi Department of Transportation (MDOT). L'État compte six autoroutes principales et trois auxiliaires. 

## Autoroutes principales
| Numéro       | Longueur (mi) | Longueur (km) | Terminus sud / ouest                                    | Terminus nord / est                                     | Créée    | Notes |
| ------------ | ------------- | ------------- | ------------------------------------------------------- | ------------------------------------------------------- | -------- | --- |
| I-10         | 77,06         | 124,01        | I-10 à la frontière de la Louisiane près de Slidell, LA | I-10 à la frontière de l'Alabama près de Missala        | 1957     | |
| I-14         | —             | —             | Frontière de la Louisiane                               | Frontière de l'Alabama                                  | proposée | Proposition d'autoroute dans le centre de l'état depuis les environs de Natchez jusqu'aux environs de Meridian |
| I-20         | 154,50        | 248,60        | I-20 à la frontière de la Louisiane près de Vicksburg   | I-20 / I-59 à la frontière de l'Alabama près de Kewanee | 1957     | |
| I-22         | 106,00        | 170,60        | I-269 / US 78 à Byhalia                                 | I-22 à la frontière de l'Alabama près de Tremont        | 2012     | |
| I-55         | 290,41        | 467,37        | I-55 à la frontière de la Louisiane près d'Osyka        | I-55 à la frontière du Tennessee près de Southaven      | 1955     | |
| I-59         | 169,00        | 272,00        | I-59 à la frontière de la Louisiane près de Nicholson   | I-20 / I-59 à la frontière de l'Alabama près de Kewanee | 1960     | |
| I-69         | 23,39         | 37,64         | MS 304 / MS 713 près de Banks                           | I-55 près de Hernando                                   | 2015     | Autoroute actuelle en multiplex avec l'I-55 depuis son terminus est jusqu'à la frontière du Tennessee. Prolongement proposé en empruntant le corridor de la US 61 jusqu'au Greenville Bridge près de Refuge, pour entrer en Arkansas. |
| - Non-ouvert |               |               |                                                         |                                                         |          | |

## Autoroutes auxiliaires
| Numéro       | Longueur (mi) | Longueur (km) | Terminus sud / ouest   | Terminus nord / est                                 | Créée    | Notes                                                                          |
| ------------ | ------------- | ------------- | ---------------------- | --------------------------------------------------- | -------- | ------------------------------------------------------------------------------ |
| I-110        | 4,10          | 6,60          | US 90 à Biloxi         | I-10 à D'Iberville                                  | 1988     |                                                                                |
| I-220        | 12,.01        | 19,33         | I-20 à Jackson         | I-55 à Ridgeland                                    | 1981     | Route de ceinture au nord-ouest de Jackson                                     |
| I-269        | 23,79         | 38,29         | I-55 / I-69 à Hernando | I-269 à la frontière du Tennessee près de Southaven | 2015     | Route de ceinture extérieure du Grand Memphis                                  |
| I-310        | 6,00          | 9,70          | US 90 à Gulfport       | I-10 à Gulfport                                     | proposée | Connecteur proposé vers le Port de Gulfport; porte aussi la désignation MS 601 |
| - Non-ouvert |               |               |                        |                                                     |          |                                                                                |